# Liste der Kulturdenkmale in Berthelsdorf (Neustadt in Sachsen)
Die Liste der Kulturdenkmale in Berthelsdorf enthält die in der amtlichen Denkmalliste des Landesamtes für Denkmalpflege Sachsen ausgewiesenen Kulturdenkmale im Ortsteil Berthelsdorf der Stadt Neustadt in Sachsen.

## Legende
- Bild: Bild des Kulturdenkmals, ggf. zusätzlich mit einem Link zu weiteren Fotos des Kulturdenkmals im Medienarchiv Wikimedia Commons. Wenn man auf das Kamerasymbol klickt, können Fotos zu Kulturdenkmalen aus dieser Liste hochgeladen werden:
- Bezeichnung: Denkmalgeschützte Objekte und ggf. Bauwerksname des Kulturdenkmals
- Lage: Straßenname und Hausnummer oder Flurstücknummer des Kulturdenkmals. Die Grundsortierung der Liste erfolgt nach dieser Adresse. Der Link (Karte) führt zu verschiedenen Kartendiensten mit der Position des Kulturdenkmals. Fehlt dieser Link, wurden die Koordinaten noch nicht eingetragen. Sind diese bekannt, können sie über ein Tool mit einer Kartenansicht einfach nachgetragen werden. In dieser Kartenansicht sind Kulturdenkmale ohne Koordinaten mit einem roten bzw. orangen Marker dargestellt und können durch Verschieben auf die richtige Position in der Karte mit Koordinaten versehen werden. Kulturdenkmale ohne Bild sind an einem blauen bzw. roten Marker erkennbar.
- Datierung: Baubeginn, Fertigstellung, Datum der Erstnennung oder grobe zeitliche Einordnung entsprechend des Eintrags in der sächsischen Denkmaldatenbank
- Beschreibung: Kurzcharakteristik des Kulturdenkmals entsprechend des Eintrags in der sächsischen Denkmaldatenbank, ggf. ergänzt durch die dort nur selten veröffentlichten Erfassungstexte oder zusätzliche Informationen
- ID: Vom Landesamt für Denkmalpflege Sachsen vergebene, das Kulturdenkmal eindeutig identifizierende Objekt-Nummer. Der Link führt zum PDF-Denkmaldokument des Landesamtes für Denkmalpflege Sachsen. Bei ehemaligen Kulturdenkmalen können die Objektnummern unbekannt sein und deshalb fehlen bzw. die Links von aus der Datenbank entfernten Objektnummern ins Leere führen. Ein ggf. vorhandenes Icon  führt zu den Angaben des Kulturdenkmals bei Wikidata.

## Berthelsdorf
| Bild                                    | Bezeichnung | Lage                                           | Datierung                     | Beschreibung | ID       |
| --------------------------------------- | --- | ---------------------------------------------- | ----------------------------- | --- | -------- |
| Direkt Bild zu diesem Denkmal hochladen | Gedenkstein | (Karte)                                        | bez. 1928                     | zur Erinnerung an den Valentin Erbstolln, ortsgeschichtlich von Bedeutung. Gegiebelt, Granit, Inschrift: Valentin Erbstollen 1752–1756, Gebirgsverein Valtenberg 1928. | 09253961 |
| Direkt Bild zu diesem Denkmal hochladen | Gedenkstein Wesenitzquelle | (Karte)                                        | bez. 1925                     | Gedenkstein zur Bezeichnung der hier entspringenden Wesenitzquelle – Granitstein, ortsgeschichtlich von Bedeutung. | 09253962 |
| Direkt Bild zu diesem Denkmal hochladen | Erinnerungsstein an die Albert-Eiche | (Karte)                                        | bez. 1893                     | ortsgeschichtlich von Bedeutung, Granit. | 09253963 |
| Direkt Bild zu diesem Denkmal hochladen | Gedenkstein | (Karte)                                        | bez. 1828                     | für König Friedrich August (1750–1827), ortsgeschichtlich von Bedeutung. Dreistufiger Granitsockel, darauf Gedenkstein mit profilierter Deckplatte, Tafel und Inschrift: „Zur fortdauernden Erinnerung an Sachsens verewigten König Friedrich August, den gerechten Beschützer der Forste und Jagd“. | 09253960 |
| Direkt Bild zu diesem Denkmal hochladen | Rittergut Berthelsdorf bei Neustadt | Am Fuchsberg 1 (Karte)                         | 1871                          | Herrenhaus eines Rittergutes mit Terrasse und Baumpaar – durch Bauschmuck und erhöhte Lage hervorgehoben, baugeschichtlich und ortshistorisch von Bedeutung. | 09253820 |
|                                         | Wohnstallhaus eines Bauernhofes | Am Himmler 3 (Karte)                           | 1. Hälfte 19. Jh.             | Obergeschoss Fachwerk, regionaltypische Konstruktion, baugeschichtlich von Bedeutung. Erdgeschoss verändert, Fenster Obergeschoss in originaler Größe. | 09253821 |
| Weitere Bilder                          | Horn’s Mühle | Am Himmler 5 (Karte)                           | bez. 1871 (Schneidemühle)     | Wohnmühlenhaus, Gebäude der ehemaligen Schneidemühle auf Hakengrundriss, Gebäude der Mahlmühle mit angebautem Stallteil, weitere Scheune und Seitengebäude des Mühlenanwesens, mit Mühlgraben (im Hof mit Steindeckern abgedeckt) und Radkammer – strukturell erhalten, technikgeschichtliche und baugeschichtliche Bedeutung. Wohnmühlenhaus durch vierfaches Gurtgesims gegliedert, verschieferter Erker, ehemalige Schneidemühle massiv, Bruchsteinsockel, ornamentale Schließung der Fenster im Drempel, altes Türblatt, Seitengebäude Obergeschoss Fachwerk. | 09253822 |
| Direkt Bild zu diesem Denkmal hochladen | Wohnhaus | An der Lohe 2 (Karte)                          | 1. Hälfte 19. Jh.             | Obergeschoss Fachwerk, baugeschichtliche Bedeutung. Fenster in originaler Größe, Fachwerkteil ornamental verschiefert, Erdgeschoss mit Winterfenstern. | 09253840 |
| Direkt Bild zu diesem Denkmal hochladen | Wohnstallhaus und Steinbank | An der Lohe 4 (Karte)                          | 1. Hälfte 19. Jh., Kern älter | Obergeschoss Fachwerk, vermutlich Blockstube erhalten (Erdgeschoss zum Teil außen verschalt), vor dem Haus Granit-Sitzbank, baugeschichtliche Bedeutung. Fenster in originaler Größe, Obergeschoss zum Teil ornamental verschiefert. | 09253841 |
| Direkt Bild zu diesem Denkmal hochladen | Häusleranwesen, eingeschossig | An der Lohe 15 (Karte)                         | 2. Hälfte 18. Jh.             | bau- und sozialgeschichtliche Relevanz. Fenstersprossung, gedrungener Baukörper mit weit heruntergezogenem, auskragenden Satteldach, Giebel ornamental verschiefert. | 09253843 |
| Direkt Bild zu diesem Denkmal hochladen | Stützmauer | Bischofswerdaer Straße (Karte)                 | 19. Jh.                       | Feld- und Bruchstein, ortsbildprägend von Bedeutung, ca. 80 m lang | 09253829 |
| Direkt Bild zu diesem Denkmal hochladen | Bruchsteinmauer | Bischofswerdaer Straße (Karte)                 | 19. Jh.                       | entlang der Straße bildprägende Bedeutung, ca. 70 m lang. | 09253838 |
| Direkt Bild zu diesem Denkmal hochladen | Wohnstallhaus und Scheune eines Zweiseithofes | Bischofswerdaer Straße 90 (Karte)              | 1. Hälfte 19. Jh.             | Wohnstallhaus Obergeschoss Fachwerk verschiefert, Scheune verbretterte Holzkonstruktion, baugeschichtlich und wirtschaftsgeschichtlich von Bedeutung. Wohnstallhaus: ornamental verschiefert, Erdgeschoss Sandsteingewände, umgesetzter Schlussstein „ICD 1788“ an der Giebelseite, Fenster Obergeschoss in originaler Größe. | 09253818 |
|                                         | Denkmal für die Gefallenen des Ersten Weltkrieges | Bischofswerdaer Straße 103 (gegenüber) (Karte) | nach 1918 (Kriegerdenkmal)    | ortsgeschichtlich von Bedeutung. Granitmonolith mit Eisernem Kreuz und Inschriften, bekrönt von einem Helm, seitlich zwei Kanonenladungen. | 09253826 |
| Direkt Bild zu diesem Denkmal hochladen | Wohnstallhaus und Scheune eines Zweiseithofes | Bischofswerdaer Straße 108 (Karte)             | um 1800                       | Wohnstallhaus Obergeschoss Fachwerk verbrettert, Scheune Obergeschoss Fachwerk verbrettert, baugeschichtlich und wirtschaftsgeschichtlich von Bedeutung. Beide Gebäude mit Falzziegeldeckung, verbrettertes Obergeschoss, Erdgeschoss Winterfenster. | 09253819 |
| Weitere Bilder                          | Gasthaus Erbgericht mit Saalanbau | Bischofswerdaer Straße 109 (Karte)             | 1. Hälfte 19. Jh.             | Obergeschoss Fachwerk, Saalanbau massiv, baugeschichtlich und ortsgeschichtlich von Bedeutung. Fenster Obergeschoss weitgehend in originaler Größe, Biberschwanzdeckung, Fachwerk aufgebrettert, Giebelseite ornamental verschiefert. | 09253824 |
| Direkt Bild zu diesem Denkmal hochladen | Steindeckerbrücke | Bischofswerdaer Straße 119 (Karte)             | 19. Jh.                       | Granit, baugeschichtlich von Bedeutung. | 09253832 |
|                                         | Transformatorenturm | Bischofswerdaer Straße 134 (gegenüber) (Karte) | um 1925                       | technikgeschichtlich von Bedeutung. | 09253980 |
| Direkt Bild zu diesem Denkmal hochladen | Wohnhaus eines Dreiseithofes | Bischofswerdaer Straße 135 (Karte)             | 1. Hälfte 19. Jh.             | Obergeschoss Fachwerk, ursprünglich, straßenbildprägend, baugeschichtlich von Bedeutung. Fenster Obergeschoss gesprosst und in originaler Größe, Erdgeschoss Winterfenster, Schieferdeckung. | 09253834 |
| Direkt Bild zu diesem Denkmal hochladen | Wohnstallhaus, Seitengebäude und Scheune eines Dreiseithofes | Bischofswerdaer Straße 143 (Karte)             | Türstock bez. 1803            | Wohnstallhaus Obergeschoss Fachwerk verkleidet, strukturprägende Hofanlage, baugeschichtlich und wirtschaftsgeschichtlich von Bedeutung. Fenster in originaler Größe, Giebelseite verschiefert, Haustür mit profiliertem Sandsteingewände und Korbbogenabschluss, gegenüberliegende Scheune Fachwerk-Konstruktion, gedrungener Baukörper. | 09253837 |
|                                         | Wohnstallhaus, Seitengebäude und Scheune eines Bauernhofes | Bischofswerdaer Straße 148; 150 (Karte)        | 1. Hälfte 19. Jh.             | Wohnstallhaus (Nr. 150), Seitengebäude und Scheune (Nr. 148) eines Bauernhofes – Wohnstallhaus Obergeschoss Fachwerk, strukturprägende Hofanlage, baugeschichtlich und wirtschaftsgeschichtlich von Bedeutung. Fenster Obergeschoss in originaler Größe, Giebelseite verschiefert, im Erdgeschoss Fenster und Haustür mit Sandsteingewänden, Türabschluss korbbogig. | 09253827 |
|                                         | Wohnstallhaus | Bischofswerdaer Straße 152 (Karte)             | 2. Hälfte 19. Jh.             | Obergeschoss Fachwerk verschiefert, baugeschichtlich von Bedeutung. Biberschwanzdeckung, Fachwerk ornamental verschiefert. | 09253825 |
|                                         | Wohnhaus | Bischofswerdaer Straße 156 (Karte)             | im Kern um 1800               | Obergeschoss Fachwerk verschiefert, mit Ladeneinbau, baugeschichtlich von Bedeutung. Fenster Obergeschoss weitgehend in originaler Größe, Erdgeschoss und Rückseite verändert, Biberschwanzdeckung, Fachwerk, verschiefert, Krüppelwalmdach. | 09253823 |
|                                         | Schule | Bischofswerdaer Straße 158 (Karte)             | 1880/1890                     | zeittypischer Putzbau mit Mittelrisalit, baugeschichtlich und ortsgeschichtlich von Bedeutung. Putzbau, zweieinhalbgeschossig, traufständig, flacher Mittelrisalit mit Freitreppe, gerade Fensterbedachungen, verkröpftes Traufgesims. | 09253903 |
| Direkt Bild zu diesem Denkmal hochladen | Steindeckerbrücke | Bischofswerdaer Straße 170 (bei) (Karte)       | 19. Jh.                       | Granit, baugeschichtlich von Bedeutung. | 09253831 |
| Direkt Bild zu diesem Denkmal hochladen | Steindeckerbrücke | Bischofswerdaer Straße 172 (bei) (Karte)       | 19. Jh.                       | Granit, baugeschichtlich von Bedeutung. | 09253830 |
| Direkt Bild zu diesem Denkmal hochladen | Wohnhaus | Bischofswerdaer Straße 192 (Karte)             | 1. Hälfte 19. Jh.             | Obergeschoss Fachwerk verkleidet, baugeschichtlich von Bedeutung. Ohne Anbau, Erdgeschoss verändert, Eingang mit Korbbogenabschluss. | 09253836 |
| Direkt Bild zu diesem Denkmal hochladen | Steindeckerbrücke | Bischofswerdaer Straße 194 (vor) (Karte)       | 19. Jh. (Zufahrtsbrücke)      | Granit, baugeschichtlich von Bedeutung | 09253839 |
| Direkt Bild zu diesem Denkmal hochladen | Wohnstallhaus | Folgenweg 4 (Karte)                            | 1. Hälfte 19. Jh.             | Obergeschoss Fachwerk, baugeschichtlich von Bedeutung. Fachwerk verbrettert. | 09253817 |
| Direkt Bild zu diesem Denkmal hochladen | Wohnstallhaus | Folgenweg 31 (Karte)                           | 1. Hälfte 19. Jh.             | Obergeschoss Fachwerk, baugeschichtlich von Bedeutung. Fenstergrößen im Obergeschoss original, Giebelseite ornamental verschiefert, integrierte Scheune, Erdgeschoss zum Teil Sandsteingewände. | 09253816 |
| Weitere Bilder                          | Meilenstein | Hohwaldstraße (Karte)                          | 19. Jh. (Meilenstein)         | verkehrshistorisch von Bedeutung. Meilenstein, gegiebelt. | 09253895 |
| Weitere Bilder                          | Meilenstein | Hohwaldstraße (Karte)                          | 19. Jh. (Meilenstein)         | zum Kilometerstein umgearbeitet, verkehrsgeschichtlich von Bedeutung, halbrunder Abschluss | 09253896 |
|                                         | Gedenkstein | Hohwaldstraße (Karte)                          | nach 1831                     | für Gotthelf Moritz Fischer, Erbgerichtsbesitzer zu Berthelsdorf, der an dieser Stelle tödlich verunglückte, ortsgeschichtlich von Bedeutung. Sandstein, gegiebelt, „Am 3. September 1831 ereignete sich der unglückliche Fall von Gotthelf Moritz Fischer, Erbgerichtsbesitzer zu Berthelsdorf, welcher bei der Streuabfuhr unter den Wagen gerieth und auf dieser Stelle plötzlich seinen Tod fand.“ | 09253959 |
| Weitere Bilder                          | Wegestein | Hohwaldstraße (Karte)                          | 1725                          | verkehrsgeschichtlich von Bedeutung. Armsäule, Granit. | 09253901 |
| Weitere Bilder                          | Sachgesamtheit Hohwaldklinik mit mehreren Einzeldenkmalen Hauptklinikgebäude, Küchengebäude und Speisesaal, davor Freitreppenanlage, Werkstattgebäude (heute Gästehaus) und Therapiegebäude | Hohwaldstraße 40; 42; 44 (Karte)               | 1904                          | Sachgesamtheit Hohwaldklinik mit folgenden Einzeldenkmalen: Hauptklinikgebäude, Wäschereigebäude mit Heizhaus, Küchengebäude und Speisesaal – davor Freitreppenanlage, Werkstattgebäude (ohne verglasten Verandaanbau, heute Gästehaus), zwei weitere Therapiegebäude (ohne moderne Veranden, heute Gästehäuser), Villa, Verwaltungsgebäude, zwei Wohnhäuser, Treppe, Turnhalle, Wohnhaus mit integrierter Garage und Esso-Zapfsäule (Einzeldenkmal ID-Nr. 09253974) in der ehem. Ortschaft Hohwald – baugeschichtlich und ortsgeschichtlich von Bedeutung.       | 09303127 |
| Weitere Bilder                          | Hauptklinikgebäude, Wäschereigebäude mit Heizhaus, Küchengebäude und Speisesaal und weitere Gebäude (Einzeldenkmale zu ID-Nr. 09303127)                                                     | Hohwaldstraße 40; 42; 44 (Karte)               | Wetterfahne bez. 1904         | Einzeldenkmale der Sachgesamtheit Hohwaldklinik: Hauptklinikgebäude, Wäschereigebäude mit Heizhaus, Küchengebäude und Speisesaal – davor Freitreppenanlage, Werkstattgebäude (ohne verglasten Verandaanbau, heute Gästehaus), zwei weitere Therapiegebäude (ohne moderne Veranden, heute Gästehäuser), Villa, Verwaltungsgebäude, zwei Wohnhäuser, Treppe, Turnhalle, Wohnhaus mit integrierter Garage und Esso-Zapfsäule – baugeschichtlich und ortsgeschichtlich von Bedeutung.                                                                                 | 09253974 |

## Ausführliche Denkmaltexte
1. ↑  Herrenhaus: zweigeschossig, massiv, mit Walmdach, Akroterion mit eingefügter Uhr (Vorder- und Rückseite), Mittelrisalit mit Pilaster- und Bogengliederung (die übrigen Baukörper mit Lisenengliederung), zentraler Erdgeschoss-Balkon mit Freitreppe zur Terrasse, seitliche Freitreppe zum Eingang, Erdgeschoss mit gesprossten Rundbogenfenstern, Obergeschoss Fensterbekrönung durch Dreiecksgiebel, Terrasse: östlich des Herrenhauses sechseckige Terrasse mit Stützmauern und profilierter Abdeckung aus Sandstein, oberhalb Reste eines Holzlattenzaunes, Pfosten noch vorhanden, Zaunfelder fehlen, Baumpaar: zwei geschnittene Winter-Linden (Tilia cordata) symmetrisch zur Mittelachse der Westfassade des Herrenhauses angeordnet, die ehemals zum Rittergut gehörenden Gärten und der Park sind nicht mehr vorhanden.
2. ↑  Hohwaldklinik
  - Hauptgebäude: auf Hakengrundriss, mit Bädertrakt, Stationen 1–15 und Ambulanz/Anästhesie (ohne modernen Anbau), Bädertrakt: mit chorähnlichem Abschluss, hohe Rundbogenfenster (Farbglas), gegiebeltes Zwerchhaus mit Zierfachwerk, Türmchen, Hauptgebäude: Sockel Polygonmauerwerk, sonst Putzfassade, Mittelbau akzentuiert mit Uhrturm, Anästhesie/Ambulanz: auf verwinkeltem Grundriss, Balkone, halbrunder Treppenturm, renaissancehafter Giebel, Veranda, moderner Anbau, Verbindungsgang mit Zierfachwerk zum Speisesaal.
  - Wäschereigebäude mit Heizhaus und Esse: Wäscherei: zweigeschossiger Putzbau mit zwei Zwerchhäusern, Krüppelwalmdach, Gaupen, Dachüberstand, Zierfachwerk in einem Giebel, Glockenturm, Heizhaus im Stil der Wäscherei angeglichen, aber Satteldach, Esse: quadratischer Sockel, profilierter Treppenfries, Schornstein rund, gelbe Klinker.
  - Küchengebäude und Speisesaal: Speisesaal mit Farbglasfenstern, Granittreppe zweiarmig und dreiläufig. Werkstattgebäude: mit mehreren Giebeln, Krüppelwalmdach, bewegte Dachlandschaft, asymmetrischer Eingangsbereich auf kanneliertem Pfeiler, Freitreppe.
  - Therapiegebäude (ohne moderne Veranda): mit mehreren Giebeln, Krüppelwalmdach, bewegte Dachlandschaft, asymmetrischer Eingangsbereich auf Säule, Freitreppe. Weiteres Therapiegebäude (ohne moderne Veranda): mit mehreren Giebeln, Krüppelwalmdach, bewegte Dachlandschaft, asymmetrischer Eingangsbereich auf Säule mit Kleeblattkapitell, Freitreppe.
  - Villa: im gleichen Stil wie die übrigen Gebäude, Freitreppe, über dem Eingang gegiebelter Risalit mit Zierfachwerk und dreiteiligem Farbglasfenster, bewegte Dachlandschaft.
  - Verwaltungsgebäude: Erdgeschoss Granitpolygonmauerwerk, sonst Putzfassade, mit barockisierendem Portal, von Kugel bekrönt, im Giebelbereich Zierfachwerk. Viele Baudetails: Balkone, Buntglasfenster, profilierte Fenstergewände, Gaupen, Turm mit Laterne, vielgestaltige Dachlandschaft. Fenstergrößen und -sprossung erhalten, Biberschwanzdeckung.
  - 1. Wohnhaus: Rustika-Sockel (Granit), Erdgeschoss geputzt, Obergeschoss und Giebel verbrettert, leicht abgewalmtes Satteldach mit zwei Schleppluken, Fensterläden, kleiner Treppenhaus-Risalit, gegiebelt. In den Formen des Heimatstils weitgehend original erhaltenes Wohnhaus. Fenstergrößen und -sprossung erhalten, Biberschwanzdeckung.
  - 2. Wohnhaus: hoher Rustika-Sockel (Granit), Erdgeschoss geputzt, Obergeschoss und Giebel verbrettert, leicht abgewalmtes Satteldach, Fensterläden. In den Formen des Heimatstils weitgehend original erhaltenes Wohnhaus. Fenstergrößen und -sprossung erhalten.
  - Turnhalle: originale Fenster, Biberschwanzdeckung, Erdgeschoss Granit-Polygonmauerwerk, Putzfassade, hohe zehnfeldrige Fenster, Zeltdach mit zwei Türmchen und zwei Gaupen mit kleinen Dreiecksgiebeln, Freitreppe.
  - Garagenhaus mit Esso-Zapfsäule: Biberschwanzdeckung, mit Wohnung in den Obergeschoss, Erdgeschoss massiv, Obergeschoss verbrettert, Zeltdach mit Schleppluke. Garagenbau: viertorig, Ständer-Fachwerk, Pultdach mit Überstand.